# Horváth Adrián (karmester)
Horváth Adrián (Kiskőrös, 1970. szeptember 11. –) zeneszerző, hangszerelő, karmester, zenepedagógus.
Nyolcévesen kezdett zenét tanulni. Két zeneművészeti szakközépiskolát is elvégzett: tuba és harsona tanszakon. Iskolái elvégzése után a Nyugat-magyarországi Egyetemen, a Miskolci Egyetem Bartók Béla Zeneművészeti Intézetben, a Széchenyi István Egyetem Varga Tibor Zeneművészeti Intézetében és a Debreceni Egyetem Zeneművészeti Karán is szerzett diplomát.
Horváth Adrián 1989–2011 között a Légierő Zenekar tubása majd harsonása, később karmester-helyettese. 2008-tól Pápa Város Fúvószenekarának karmestere, 2017-től a Pápai Bartók Béla Alapfokú Művészeti iskola igazgatója. 2015–2020 között a Magyar Fúvószenei és Mazsorett Szövetség elnökségi tagja volt.
Karmesteri tevékenysége mellett hangszereléssel és zeneszerzéssel foglalkozott. Hangszereléseit ma is számos országban játsszák.

## Tanulmányok
A Kiskőrösi Állami Zeneiskolában kezdett zenét tanulni. 1979-1984 között tenorkürtön tanult Filus Lajos, később Boldoczki Sándor növendékeként.
1984-ben felvételt nyert a Magyar Néphadsereg Zenész Tiszthelyettes Szakközépiskolába, ahol Hommer Lajos növendékeként érettségizett 1989-ben, tuba tanszakon. 1989-ben Veszprémbe került ahol megszerezte harsona tanszakon is az érettségi bizonyítványt. A Dohnányi Zeneművészeti Szakközépiskolában 1993–1998 között Szuromi Miklós és Burget Péter tanítványa volt.
2002-ben a Nyugat-magyarországi Egyetemen szociálpedagógusi diplomát szerzett.
2008-ban a Miskolci Egyetem, Bartók Béla Zeneművészeti Intézetben kamaraművész–harsonatanári és a fúvószenekari karnagy diplomát szerzett. Harsona tanára Nemes Ferencné, karnagy tanára Sereg János volt.
2012-ben a Széchenyi István Egyetem, Varga Tibor Zeneművészeti Intézetében okleveles harsonatanár, 2019-ben a Debreceni Egyetem Zeneművészeti Karán fúvószenekari karnagy-művész diplomát szerzett.

## Munkahelyek

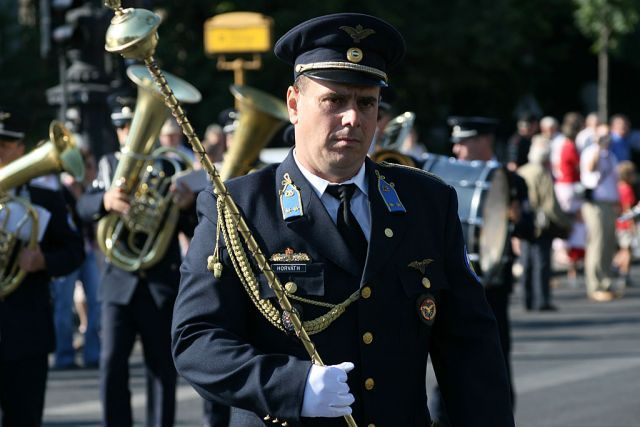
Horváth Adrián főhadnagy (Tisztavatás, Budapest, 2008)

1989-2011 A Magyar Honvédség, Légierő Zenekarában dolgozott. Először tubásként, később harsonásként. 2007-ben nevezték ki a Légierő Zenekar karmesterhelyettesének.
A zenekar mellett számos formációban is fellépett:
- Veszprémi Corpus Harsona Quartett
- Millennium Brass Quintett
- Séd Party

A Veszprémi Petőfi Színház és a Pannon Várszínház számos darabjában működött közre zenészként (West Side Story, My Fair Lady, Cabaret, Oliver, Titanic stb.).
1989-2011 között tanított a tapolcai Járdányi Pál Zeneiskolában, a Várpalotai Állami Zeneiskolában, a veszprémi Csermák Antal Zeneiskolában és a pápai Bartók Béla Zeneiskolában.
2008-2023 között Pápa Város Fúvószenekarának karmestere.
2012-2018 között a Pápai Református Kollégium Gimnáziumának ének-zene, zenetörténet és kreatív zene-tanára.
2017-2022 között a Pápai Bartók Béla Alapfokú Művészeti Iskola igazgatója volt.
2023-tól a Royal Guard of Oman Military School of Music mélyrézfúvó-, hangszerelés- és vezényléstechnika tanára.

## Elismerések
- 2016 Veszprém Megyei Prima Primissima díj (közönségdíj)
- 2014 Gáty-díj
- 2010 Veszprém Megye Prima Primissima díj (a Légierő Zenekarral)

## Eredmények
- 2019 – Végvári zeneszerzői pályázat különdíja (Requiem egy végvári vitézért)
- 2016 – Arany minősítés "C" felső szint, koncertfúvós kategóriában Pápa Város Fúvószenekarával
- 2015 – Kiemelt arany minősítés "C" felső szint, szórakoztató kategóriában Pápa Város Fúvószenekarával
- 2012 – WEBSE zeneszerző verseny 2. helyezés (Storm)

## Művei

### Fúvószenekari művek

#### Gangsters
1. Smiley Joey
2. Mickey the Mop
3. Tommy Two-Shoes
4. Louie No-Luck
5. Bobby Biscuit
6. Mickey the Gent
7. Fat Vinny
8. Vinnie Two-Times
9. Charlie Chatter
10. Salvatore “Salty”
11. Nicky Noodles

#### Brass on the Move
1. Let the Day Begin!
2. Morning Rush
3. Told You So!
4. Hussar Dash
5. The Bright Side of Town
6. Get It Together
7. Balkan Mood
8. Duel of the Toreros
9. Hungarian Dance
10. Keep Moving Forward!
11. Chill Out Tonight
12. Already Chilling!
13. Words to the Sky
14. The Cool Latin Dude
15. Le Soleil Qui Rit
16. Felicidad Andaluza
17. Just Watch the Clouds and Enjoy the Day
18. Why Do You Treat Me This Way?
19. Just an Ordinary Day
20. Okay, Bye for Real This Time

#### The Brass Odyssey
1. Let the Parade Begin!
2. Journey to the Unknown
3. Hard Brass Beats
4. Rise of the Heroes
5. Amplified Brass
6. Brass Waltz
7. Victory Star
8. Hungarian Dash
9. Roots and Rhythms
10. Russian Nights
11. Brass Engine
12. Fusion Furnace
13. Brass Rebellion

#### Brass Moods
1. Spark Ignition
2. Flight of the Brass
3. Pulse of the City
4. Velvet Groove
5. Brass in Blue
6. Ignite the Brass
7. Soundstorm
8. Brass Boulevard

#### Portraits in Brass
1. Introduction
2. The Dude
3. The Chick
4. The Femme Fatale
5. The Retiree
6. The Jazzman
7. The Hero
8. Finale

#### Harmonies of Winds
1. Fanfare of the Royal Guard of Oman
2. Fanfare of Papa
3. A.M.D.G. Kampen March
4. Esterházy March
5. Fortress March
6. Vitéz Szurmay Sándor March
7. White, Red, Green March
8. Kapuvári Fúvósok March
9. We Will Remember You
10. Kuruc Tunes
11. Timea's Melody
12. Prayer
13. Solaris
14. T.B. for Solo Clarinet and Concert Band
15. Contrasts
16. Requiem for a Border Castle Warrior
17. Nordic Heroes
18. Lake Balaton in Autumn
19. Spanish Lover
20. Farewell Song

### Szimfonikus / Vonós

#### The Wanderer's Path
1. Introduction
2. The Wanderer’s Path
3. Beneath the Ancient Trees
4. The Whispering Brook
5. The Enchanted Glade
6. Shadows of the Hidden Beast
7. Dance of the Fireflies
8. The Keeper of the Forest
9. Trial by Starlight
10. The Hidden Doorway
11. The Heart of the Forest
12. The Final Blessing
13. Return to the World

#### The Planets
1. The Mercury
2. The Venus
3. The Earth
4. The Mars
5. The Jupiter
6. The Saturn
7. The Uranus
8. The Neptune

#### The Tale Carved in Moonlight
1. A Door of Starlight Appears
2. The Silent Forest Listens
3. Footsteps on the Forgotten Bridge
4. A River That Remembers
5. The Owl Speaks in Riddles
6. Echoes from the Hollow Mountain
7. The Moon Keeps Its Promise
8. A Key Made of Mist
9. Where the Wind Hides Secrets
10. A Lantern Glows Without Flame
11. The Castle That Waited for Centuries
12. Shadows Dance Beneath the Lake
13. A Name Lost to Time
14. The Door Knows Who You Are
15. The Story That Must Not Be Told
16. At the Edge of the Last Dream

#### Gala at the Opera
1. The Grand Opening
2. Debutantes’ Presentation
3. A Love Born in a Glance
4. Performance for the Nobility
5. Gossip Spreads Faster Than Fire
6. Flirting in the Candlelight
7. The Art of Flirtation
8. The Grand Finale

#### The Days of Fury
1. The Day the Sky Burned – Hiroshima, 1945
2. Night of Shattered Souls – Berlin, 1938
3. When Thrones Crumbled – Petrograd, 1917
4. The Wrath of the Guillotine – Paris, 1793
5. The Storm That Shook Empires – Paris, 1789
6. Inferno in the Heart of Rome – Rome, 64 AD

#### A Night at the Opera House
1. A Night at the Opera House
2. Giselle’s Dance
3. The Love Song of Romeo and Juliet
4. The Wrath of Othello
5. The Madness of Lucia
6. When Night Fades

#### A Flautist's Dreams
1. Wandering Through the Countryside
2. Carried by the Wind
3. Dance of the Clown
4. Dance of Moonlight on the Lake
5. The Mystery of the Old Oak
6. Dreams Encased in Ice
7. The Dance of Marionettes
8. Strolling Through the Park
9. A Little Curious Elf
10. Fairyland Garden

#### The Chronicles of Eternal Realms
1. The Chronicles of Eternal Realms (Introduction)
2. Battle of Realms
3. Quest of the Brave
4. Through the Fairy Glade
5. Orc Onslaught
6. Desert Dreams
7. High Seas Adventure
8. The Chronicles of Eternal Realms (Interlude)
9. L'Amour Éternel
10. Leprechaun Dance
11. Ride on Through the Night
12. Knights of Valor
13. Royal Wedding Anthem
14. Victory's Anthem
15. The Chronicles of Eternal Realms (Finale)

#### Harmonies of Strings
1. Concertino Romantico per Trombone e Orchestra
2. Solaris
3. T.B. for Solo Violin and Orchestra
4. Requiem for a Border Castle Warrior
5. Nordic Heroes
6. Lake Balaton in Autumn
7. Walz No. 1
8. Spanish Lover

#### Epic Music
1. Dark Angels
2. Sanctus
3. Storm

### Jazz / Big Band

#### Take
1. Take the Groove Higher
2. Take It to the Funk
3. Take a Step Back
4. Take the Night Away
5. Take Me to the Beat
6. Take What You Need
7. Take the Rhythm and Run
8. Take a Ride on the Funk Train
9. Take the Heat
10. Take That Vibe
11. Take a Funky Chance
12. Take the Funk and Feel It
13. Take It Slow, Take It Funky
14. Take Your Time, Make It Groove
15. Take It to the Dancefloor
16. Take the Bassline for a Walk
17. Take a Funk Break
18. Take the Love, Keep the Funk
19. Take It Up a Notch
20. Take the Sound and Move

#### Dancing On Cloud Nine
1. Coffee Swing
2. Fake News Blues
3. Autumn Whispers
4. Land of the Deal
5. Dancing On Cloud Nine
6. Mediocre Minds
7. Sleep, My Darling
8. The Eight
9. Havana Smoke
10. Everything's Golden
11. Whiskey & Mistakes
12. One Last Song

#### Swingin' Christmas
1. Swingin' Christmas Bells
2. Swingin' Under the Mistletoe
3. A Silent Christmas Night
4. A Silent Night in Bethlehem
5. Snow Is Falling Soft and White
6. Crystal Woods

#### Thoughts
1. The First Thought
2. The Second Thought
3. A Fleeting Thought
4. A Miscarried Thought
5. A Dawn Thought
6. A Foolish Thought
7. A Light-hearted Thought
8. A Paceful Thought
9. A Rushing Thought
10. A Patriotic Thought

### Pop / Rock

#### Nemzeti dalaink
1. Himnusz
2. Szózat
3. Nemzeti dal
4. Őrizem a szemed
5. Ómagyar Mária-siralom
6. A magyar nemzet

#### Hangok hídján
1. Angyal-mód
2. Két oldal
3. Kiskőrös szívem
4. Mert te is pápai vagy
5. Hangok hídján
6. Pálinka dal
7. Osztálytalálkozó
8. Semmi sem elég

#### Fragments of Me
1. Runnin' Hot
2. Midnight Pulse
3. Crossing World
4. Lonely Hearts
5. Make Your Voice Heard
6. Screen Shadows
7. Get Your Groove On
8. Oman's Whispered Wonders
9. Fragments of Me
10. The Shadow of Time
11. Palinka Nights
12. Miracle in My Arms

#### Just Go Hard!
1. Just Go Hard!
2. Summer Rage
3. Echoes of Yesterday
4. Breaking Free
5. Betrayed Shadows
6. Raging Echoes
7. Fingers on the Strings
8. Prison of Lies
9. Veszprem Nights
10. I'm Finally Free
11. Can't Get Her Out of My Head
12. The Last Song

#### Take it Easy!
1. Take it Easy!
2. Live for the Moment!
3. Whispering Night
4. Party On, No Limits
5. Hey, Let’s Go!
6. A Simple Day
7. Flying Free
8. Bound Together
9. Sunsets and Stories
10. Higher and Higher
11. Light Steps (Female)
12. Light Steps (Male)
13. Again and Again

### Zongoradarabok

#### The Devil’s Rags
1. The Devil’s Ragtime No. 1
2. The Devil’s Ragtime No. 2
3. The Devil’s Ragtime No. 3
4. The Devil’s Ragtime No. 4
5. The Devil’s Ragtime No. 5
6. The Devil’s Ragtime No. 6
7. The Devil’s Ragtime No. 7
8. The Devil’s Ragtime No. 8
9. The Devil’s Ragtime No. 9
10. The Devil’s Ragtime No. 10
11. The Devil’s Ragtime No. 11
12. The Devil’s Ragtime No. 12
13. The Devil’s Ragtime No. 13
14. The Devil’s Ragtime No. 14
15. The Devil’s Ragtime No. 15
16. The Devil’s Ragtime No. 16
17. The Devil’s Ragtime No. 17
18. The Devil’s Ragtime No. 18
19. The Devil’s Ragtime No. 19
20. The Devil’s Ragtime No. 20
21. The Devil’s Ragtime No. 21

#### Nature Sketches for Piano
1. The Nuptial Dance of the Ground Beetles
2. Falling Raindrops
3. The First Rays of Dawn
4. Swallows Chasing Each Other
5. A Sleepy Little Village in the Depth of the Valley
6. On the Other Side of the Rainbow
7. The Cello Mourning the Summer
8. The Wind’s Dance with the Clouds

#### Sounds of Serenity
1. In the Moonlit Mirror
2. Stillness Within
3. In the Arms of Twilight
4. Veil of Twilight
5. Dreamscape
6. Moonlit Whisper
7. Shadows of Serenity
8. Sound of Serenity
9. Silent Echoes
10. Starlit Keys
11. Whispers in Time
12. Frame by Frame

#### Piano Works of Adrian Horvath
1. An Irregular Blues
2. Balaton Lake in Autumn
3. A Busy Day

### Harsonadarabok

#### Little Performance Pieces
1. Bossa Nova
2. Lullaby
3. Jig
4. Puppet-Show
5. Seesaw
6. Ragtime
7. Reflection

### Choir

#### Sing Always, Sing Everywhere!
1. Ave Maria
2. Light of the World
3. Sing always, sing everywhere!
4. The Gossip Choir
5. Forever My Love
6. A Joyful Birthday Wish
7. A Love to Last
8. A New Star in the Sky
9. Whispers of a Forgotten Star
10. Age of Heroes
11. Beautiful You, Hungary
12. Rise and Shine

### Selvandro Marialto álnéven írt darabok

#### Los dominadores de los mares
1. Santa Maria
2. Niña
3. Pinta
4. San Juan de Ulúa
5. San José
6. Nuestra Señora de Atocha
7. La Capitana
8. San Felipe
9. Santísima Trinidad
10. Numancia
11. Juan Sebastián de Elcano
12. Príncipe de Asturias

#### Meses
1. Enero – El frío de los comienzos
2. Febrero – Amor y carnaval
3. Marzo – Flores de primavera
4. Abril – Lluvias y esperanza
5. Mayo – El renacer del verde
6. Junio – El calor del sol
7. Julio – Días de verano eterno
8. Agosto – Noches bajo las estrellas
9. Septiembre – El susurro del otoño
10. Octubre – Hojas que caen
11. Noviembre – Viento y melancolía
12. Diciembre – Luces y memorias

#### Alma de las Cuerdas
1. Baile de la Llama
2. El Suspiro del Viento
3. El Ritmo de la Luna
4. Perpetuum Mobile
5. Recuerdos del pasado lejano
6. La Cuerda Veloz
7. Bailar Con Fuego
8. La Luna Brilla
9. La magia de la vendimia
10. Bailar en la Sombra
11. Bailando Con Fuego
12. Cielo de Fuego
13. Bailando en la Noche
14. Bailando Bajo la Luna
15. Fuego

### Könyvek
- A zeneszerzés alapjai, Muscat 2025 (digitális kiadás)
- A vezénylés művészete, Muscat 2024 (digitális kiadás)
- Magyar indulókönyv 2010 (digitális kiadás)
- Gáty Zoltán (1856. március 5 – 1928. július 17.), Pápa város zeneszerzője; Jókai Mór Városi Könyvtár, Pápa, 2015 (Jókai füzetek)
- Két évszázad fúvószenéje Pápán; Pápai Fúvósok Egyesülete, Pápa, 2016
- Fúvószenekari hangszerelés; Pápai Fúvósok Egyesülete, Pápa, 2016
- A magyar induló, Jókai Mór Városi Könyvtár, Pápa, 2017
- Indulókönyv 2020, Horváth Adrián, Pápa, 2020

## Diszkográfia
- 2007 – Katonadalok (MH Légierő Zenekar Veszprém) – közreműködő (CD)
- 2011 – Fegyvernemi és katonadalok (MH Légierő Zenekar Veszprém) – közreműködő (CD)
- 2011 – Pápa Város Fúvószenekarának 65 éves jubileumi koncertje – karnagy, zeneszerző, hangszerelő (DVD)
- 2013 – Újévi Fúvós Show Pápa Város Fúvószenekarával (Blues Brothers Show) – karnagy, hangszerelő (DVD)
- 2013 – Pápa Város Fúvószenekara Olaszországban – karnagy, hangszerelő (DVD)
- 2014 – Frank Sinatra és a Swing világa – X. Jubileumi Fúvós Show Pápa Város Fúvószenekarával – karnagy, hangszerelő (DVD)
- 2014 – Gáty Zoltán: Magyar nyitányok – karmester, hangszerelő (DVD)
- 2015 – Újévi Fúvós Show 2015 – karmester, hangszerelő (DVD)
- 2016 – Újévi Fúvós Show 2016 – karmester, hangszerelő (DVD)
- 2016 – Csináljuk a fesztivált! – karmester (DVD)
- 2017 – Újévi Fúvós Show 2017 – karmester, hangszerelő (DVD)
- 2017 – Erdélyi útinapló – karmester (DVD)
- 2018 – Újévi Fúvós Show 2018 – karmester, hangszerelő (DVD)
- 2018 – Csináljuk a fesztivált! – karmester, hangszerelő (DVD)
- 2019 – Újévi Fúvós Show 2019 – karmester, hangszerelő (DVD)
- 2019 – Csak komolyan – karmester, hangszerelő (DVD)